# The Everly Brothers Show
The Everly Brothers Show, 2-LP, livealbum utgivet 1970 av The Everly Brothers. Everly Brothers Show var duons 18:e LP och det 15:e och sista "riktiga" på skivbolaget Warner Brothers.
Med start sommaren 1970 gick musikprogrammet The Everly Brothers Show på amerikansk TV (på ABC television), där bröderna Everly framförde låtar och presenterade gästartister. Warner Brothers Records gav samtidigt ut ett dubbelalbum med samma namn, men inspelningarna är inte tagna från TV-programmen.

## Låtlista

### Sid A
1. "Introduction" – 1:31
2. "Mama Tried" (Merle Haggard) – 2:03
3. "Kentucky" (Davis) – 2:43
4. "Bowling Green" (Jacqueline Ertel/Terry Slater) – 2:34
5. "(Till) I Kissed You" (Don Everly) – 1:56
6. "Wake Up Little Susie" (Felice Bryant/Boudleaux Bryant) – 1:42
7. "Cathy's Clown" (Don Everly/Phil Everly) – 1:23
8. "Bird Dog" (Boudleaux Bryant) – 1:57
9. "Maybellene" (Chuck Berry/Russ Fratto/Alan Freed) – 2:16

### Sid B
1. "Medley:" – 18:39
  1. "Rock and Roll Music" (Chuck Berry)
  2. "The End" (John Lennon/Paul McCartney)
  3. "Aquarius"
  4. "If I Were a Carpenter" (Tim Hardin)
  5. "The Price of Love" (Don Everly/Phil Everly)
  6. "The Thrill Is Gone"
  7. "The Games People Play" (Joe South)

### Sid C
1. "Baby What You Want Me to Do" (Jimmy Reed) – 4:52
2. "All I Have to Do Is Dream" (Boudleaux Bryant) – 3:11
3. "Walk Right Back" (Sonny Curtis) – 2:09
4. "Susie Q/Hey Jude" (Eleanor Broadwater/Dale Hawkins/Stan Lewis & John Lennon/Paul McCartney) – 5:23

### Sid D
1. "Lord of the Manor" (Terry Slater) – 4:12
2. "I Wonder If I Care as Much" (Don Everly/ Phil Everly) – 3:11
3. "Love Is Strange" (Smith) – 3:59
4. "Let It Be Me/Give Peace a Chance" (Gilbert Bécaud, Mann Curtis & John Lennon/Paul McCartney) – 4:10